# Dongfeng Fengshen L60

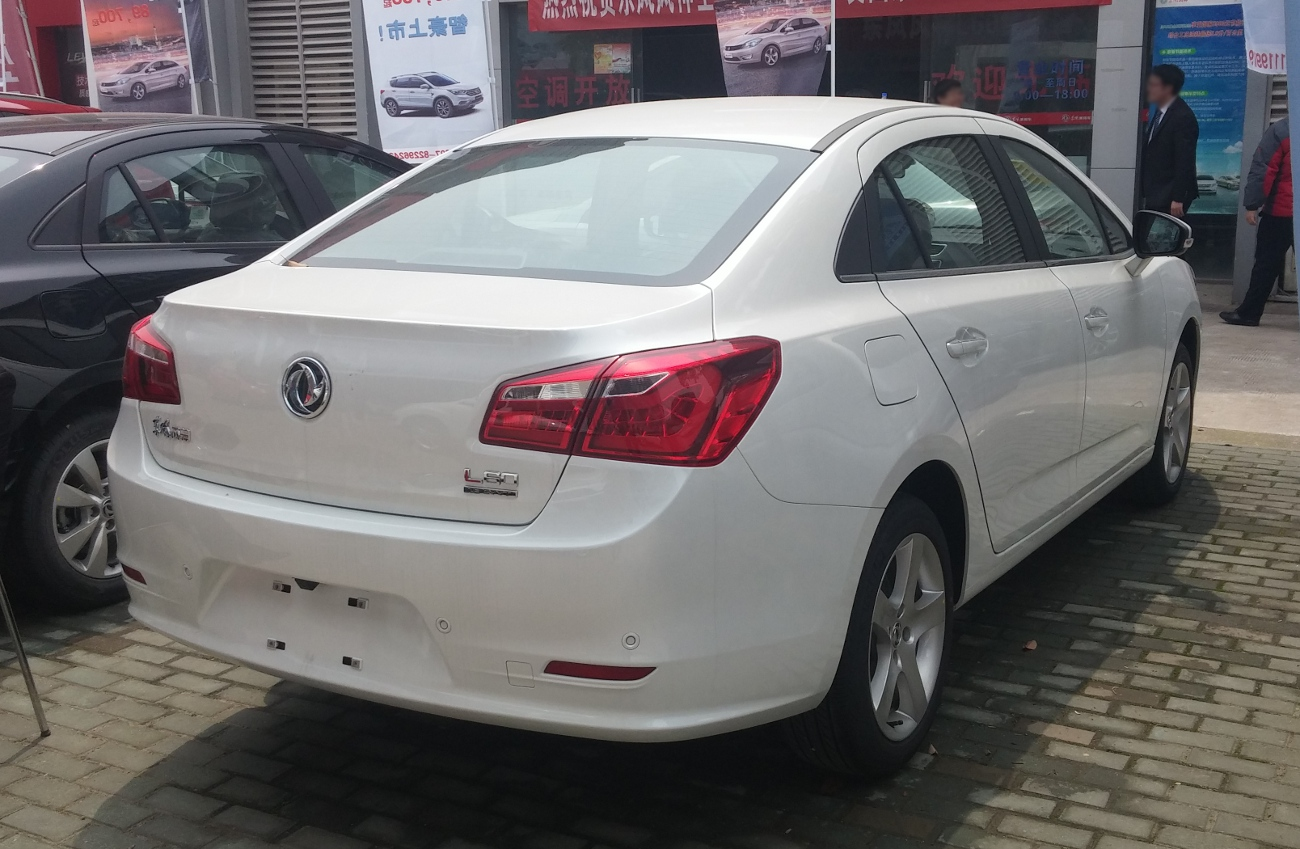
Heckansicht

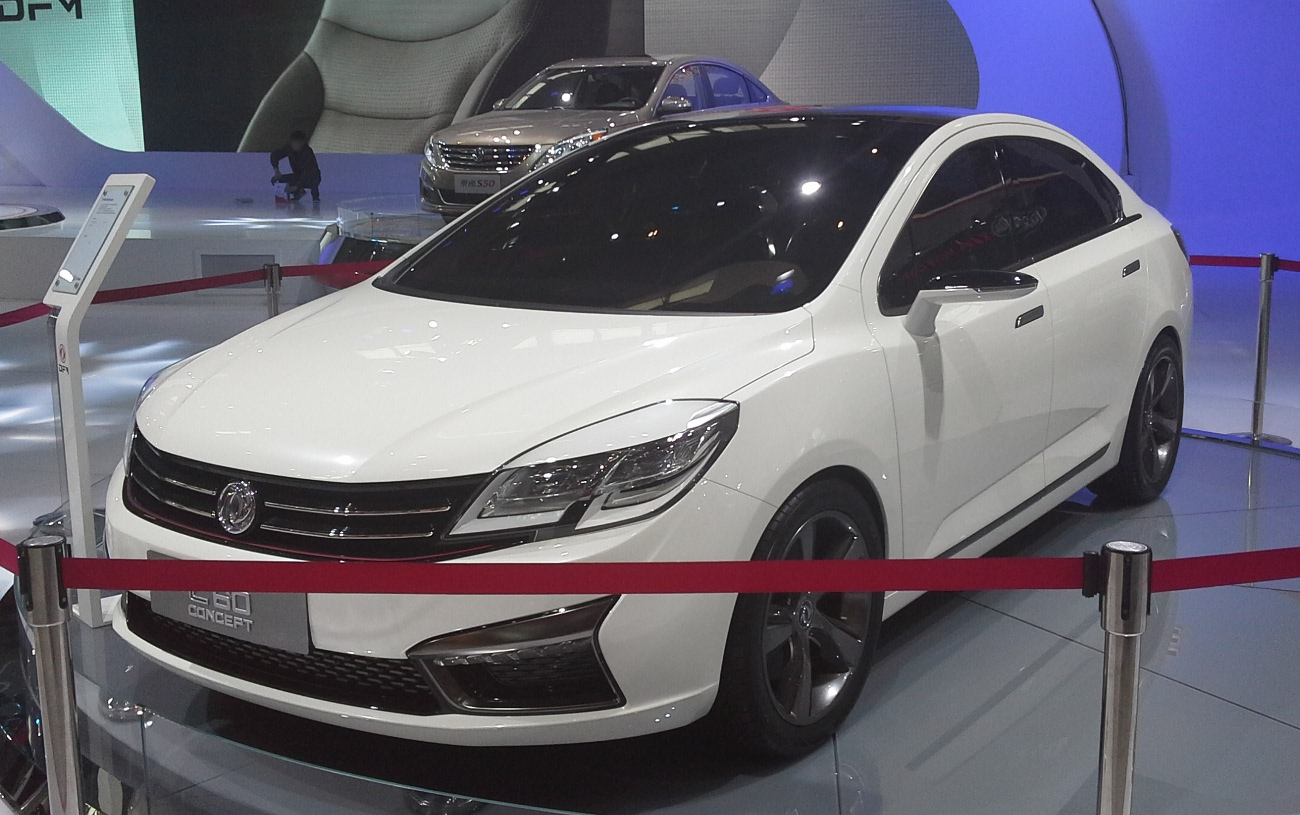
Dongfeng Fengshen L60 Concept auf der Beijing Auto Show 2014

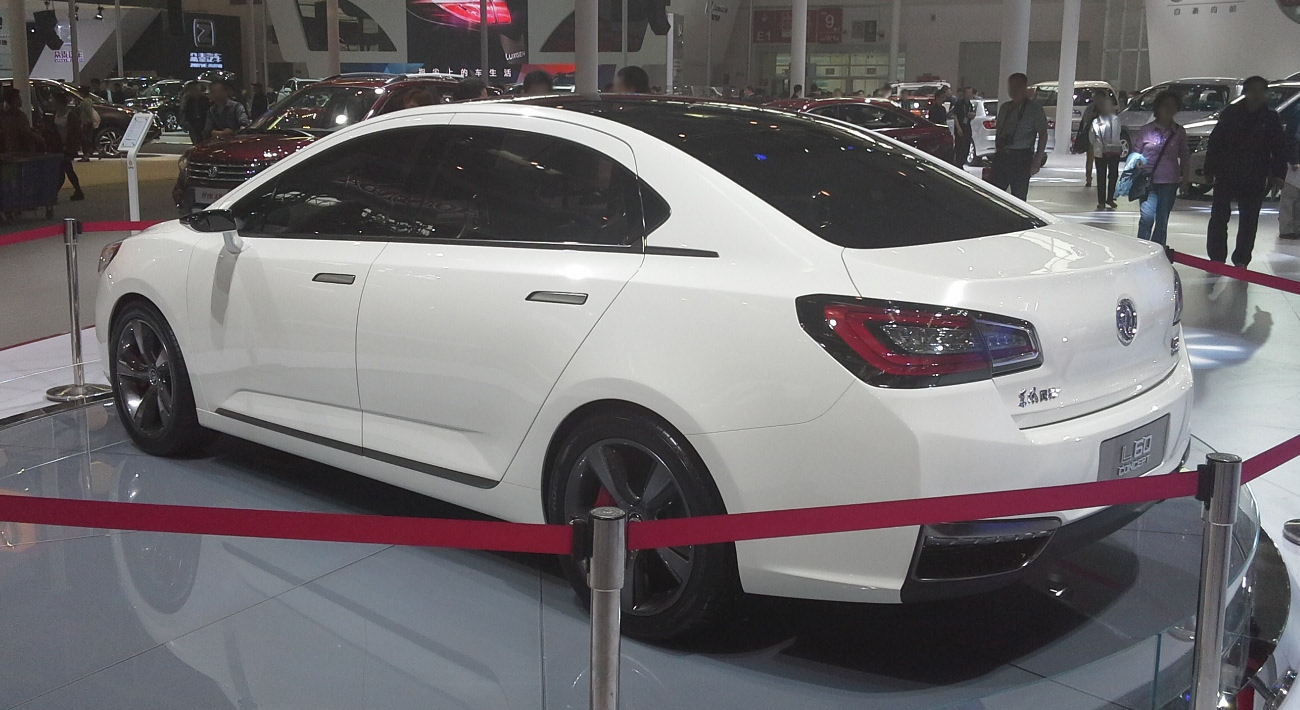
Heckansicht

Der Dongfeng Fengshen L60 ist eine Limousine der unteren Mittelklasse der zur Dongfeng Motor Corporation gehörenden Submarke Dongfeng Fengshen der Marke Dongfeng.

## Geschichte
Das Fahrzeug debütierte als Konzeptfahrzeug Fengshen L60 Concept auf der Beijing Auto Show im April 2014. Das Serienfahrzeug wurde ein Jahr später auf der Shanghai Auto Show vorgestellt und wurde in China zwischen 2015 und 2019 verkauft.

## Technik
Der Fengshen L60 basiert auf der ersten Generation des Peugeot 408 und baut damit auf der PSA-Plattform PF2 auf.
Angetrieben wird die Limousine von einem 86 kW (117 PS) starken 1,6-Liter-Ottomotor oder einem 102 kW (139 PS) starken 1,8-Liter-Ottomotor. Beide Motoren stammen von PSA.

## Technische Daten
|                                             | 1.6                           | 1.8                           |
| Bauzeitraum                                 | 04/2015–03/2019               | 04/2015–03/2019               |
| Motorkenndaten                              |                               |                               |
| Motortyp                                    | Reihen-Vierzylinder-Ottomotor | Reihen-Vierzylinder-Ottomotor |
| Hubraum                                     | 1587 cm³                      | 1813 cm³                      |
| max. Leistung bei min−1                     | 86 kW (117 PS) / 6000         | 102 kW (139 PS) / 6300        |
| max. Drehmoment bei min−1                   | 150 Nm / 4000                 | 172 Nm / 3500                 |
| Kraftübertragung                            |                               |                               |
| Antrieb, serienmäßig                        | Vorderradantrieb              | Vorderradantrieb              |
| Getriebe, serienmäßig                       | 5-Gang-Schaltgetriebe         | 5-Gang-Schaltgetriebe         |
| Getriebe, optional                          | —                             | [6-Gang-Automatikgetriebe]    |
| Messwerte                                   |                               |                               |
| Höchstgeschwindigkeit                       | 189 km/h                      | 196 km/h [195 km/h]           |
| Beschleunigung, 0–100 km/h                  | k. A.                         | k. A. [13,1 s]                |
| Kraftstoffverbrauch auf 100 km (kombiniert) | 6,9 l Super                   | 7,1 l Super [7,5 l Super]     |
| Leergewicht                                 | 1355 kg                       | 1375 kg [1415 kg]             |
| Tankinhalt                                  | 60 l                          | 60 l                          |

- Werte in eckigen Klammern gelten für Modell mit Automatikgetriebe.